# Combretum mannii
Combretum mannii är en tvåhjärtbladig växtart som beskrevs av Laws., Adolf Engler och Diels. Combretum mannii ingår i släktet Combretum och familjen Combretaceae. Inga underarter finns listade i Catalogue of Life.